# Гойхельгайм-бай-Франкенталь
Гойхельгайм-бай-Франкенталь (нім. Heuchelheim bei Frankenthal) — громада в Німеччині, розташована в землі Рейнланд-Пфальц. Входить до складу району Рейн-Пфальц. Складова частина об'єднання громад Ламбсгайм-Гесгайм.
Площа — 6 км2. Населення становить 1278 ос. (станом на 31 грудня 2020).

## Галерея

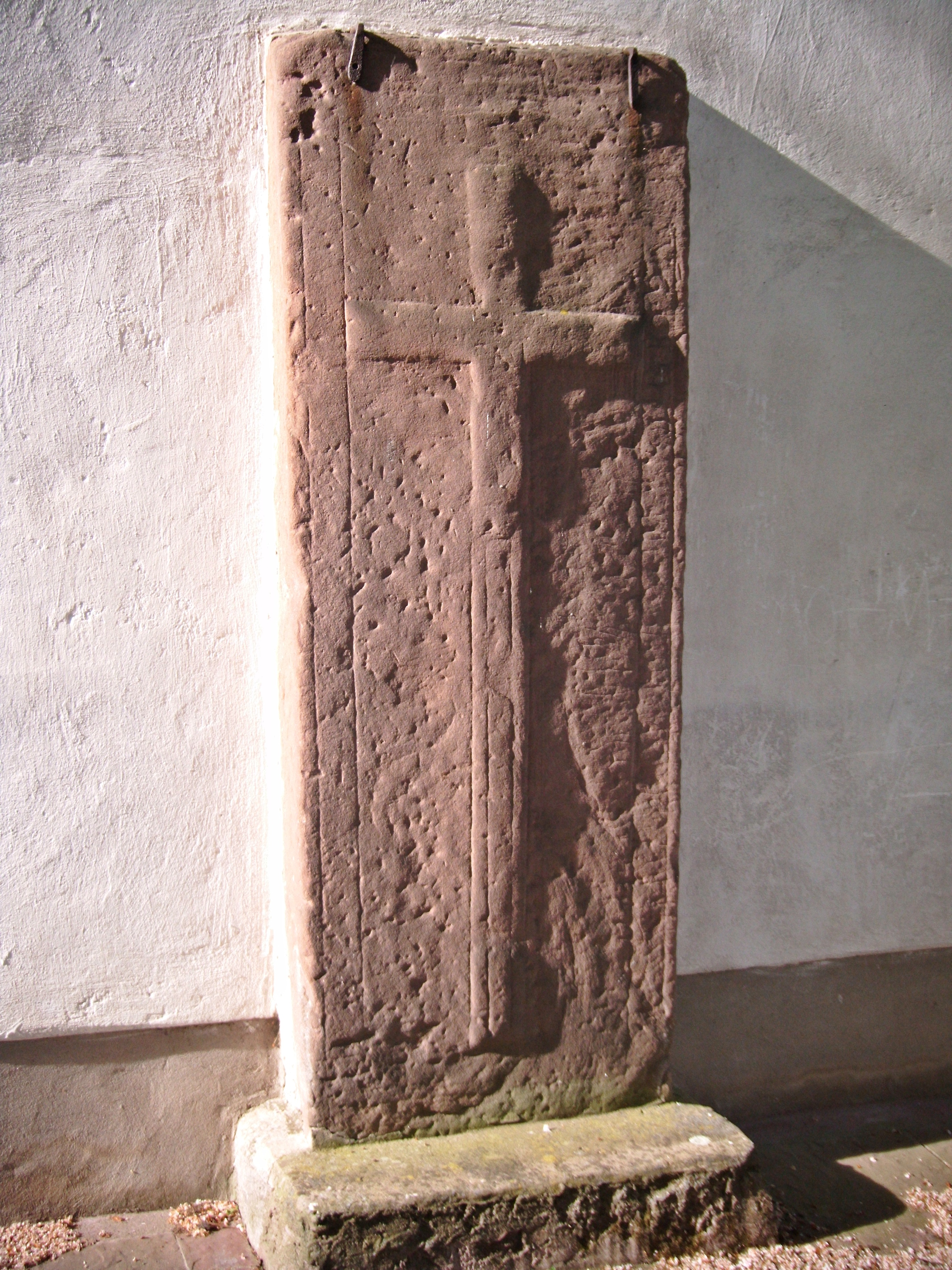
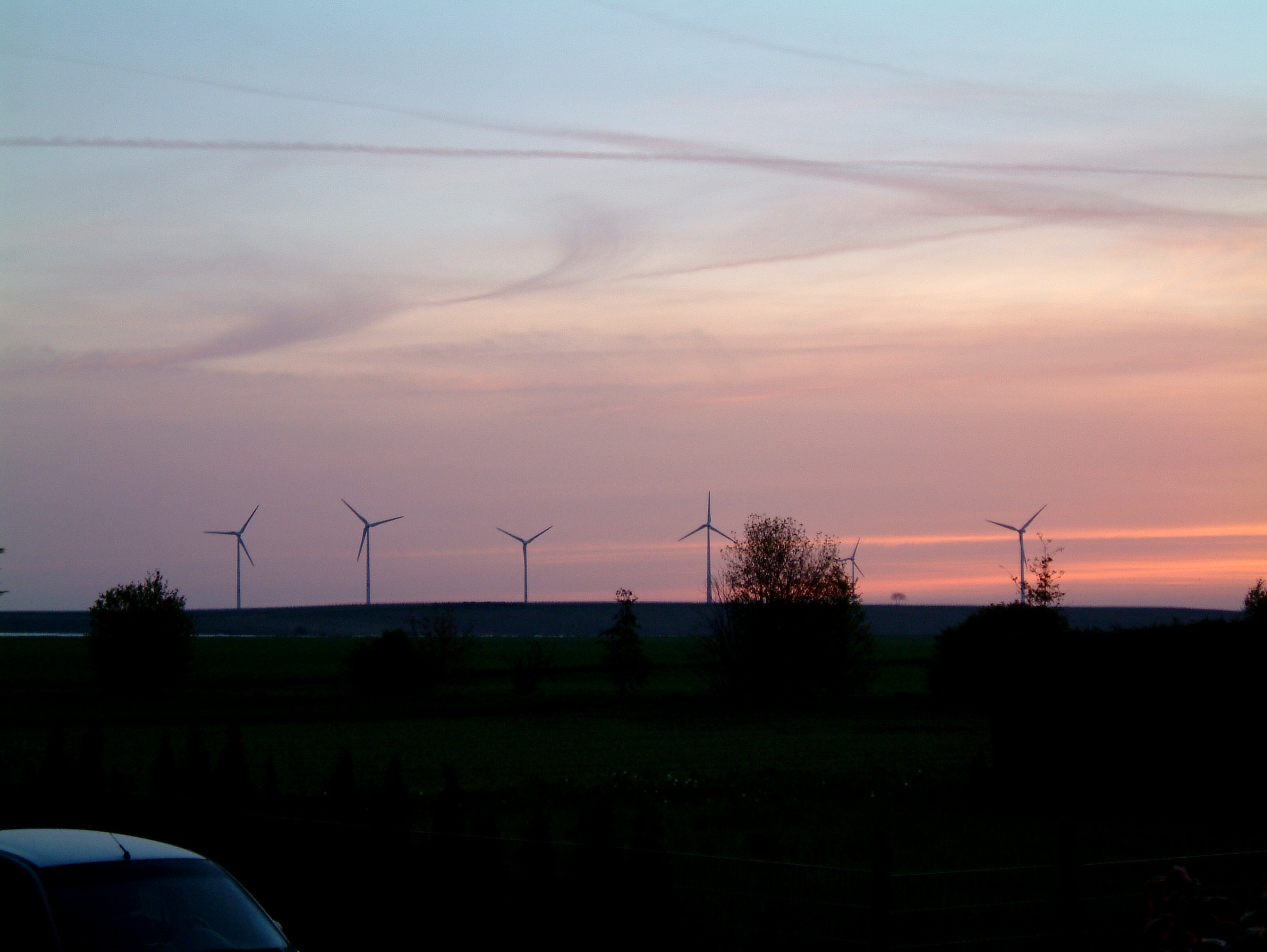